# NGC 4691
NGC 4691 est une galaxie lenticulaire  située dans la constellation de la Vierge. Sa vitesse par rapport au fond diffus cosmologique est de 1 458 ± 24 km/s, ce qui correspond à une distance de Hubble de 21,5 ± 1,6 Mpc (∼70,1 millions d'al). NGC 4691 a été découverte par l'astronome germano-britannique William Herschel en 1784.
Le taux de formation d'étoiles dans NGC 4691 est faible. La cause de cette déficience est à l'interaction gravitationnelle à la pression dynamique exercée sur elle par son mouvement dans le milieu intergalactique (ram-pressure stripping en anglais), phénomène qui lui fait perdre son milieu interstellaire. En raison de son faible taux de formation d'étoiles, NGC 4691 une galaxie anémique.
La luminosité de la galaxie NGC 4691 dans l'infrarouge lointain (de 40 à 400 µm)  est égale à 1,38 × 1010 {\displaystyle L_{\odot }} (1010,14{\displaystyle L_{\odot }}) et sa luminosité totale dans l'infrarouge (de 8 à 1 000 µm) est de 2,09 × 1030 {\displaystyle L_{\odot }} (1010,32{\displaystyle L_{\odot }}).
À ce jour, quatre mesures non basées sur le décalage vers le rouge (redshift) donnent une distance de 21,325 ± 1,340 Mpc (∼69,6 millions d'al), ce qui est à l'intérieur des valeurs de la distance de Hubble.

## Morphologie

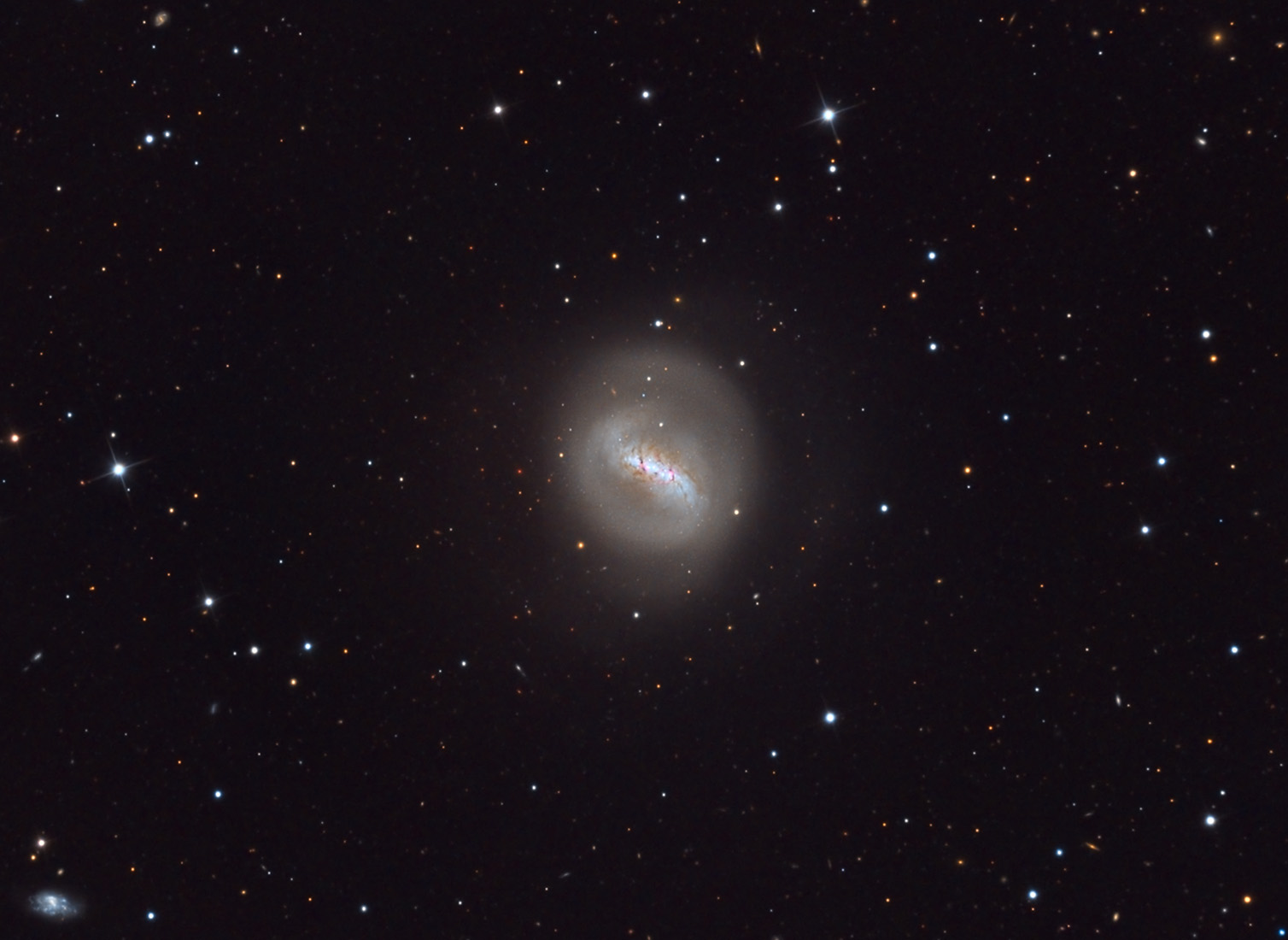
NGC 4691 par Adam Block (Observatoire du mont Lemmon/Université de l'Arizona)

NGC 4691 a été utilisée par Gérard de Vaucouleurs comme une galaxie de type morphologique (R':)SB(s)a pec dans son atlas des galaxies,.
Eskridge, Frogel et Pogge ont publié un article en 2002 décrivant la morphologie de 205 galaxies spirales ou lenticulaires rapprochées. Les observations ont été réalisées dans la bande H de l'infrarouge et dans la bande B (le bleu). Selon Eskridge et ses collègues, NGC 4691 est de type (R)SBd pec dans la bande B et SBd dans la bande H. NGC 4691 n'a pas de véritable bulbe. Un certain nombre de nœuds brillants sont présents le long d'une barre proéminente. Le plus lumineux est un peu elliptique, situé près du milieu de la barre et son angle de position est différent de celui de la barre. Deux bras diffus de faible brillance de surface émergent des extrémités de la barre et forme un anneau de faible luminosité presque complet. Il n'y a pas de signe de la présence de nœuds associés aux bras. 